# James Fitz-James Stuart (2e duc de Berwick)
Pour les articles homonymes, voir Fitz-James (homonymie).
James Francis Fitz-James Stuart (Jacobo Francisco en espagnol), 2e duc de Berwick, né à Saint-Germain-en-Laye le 21 octobre 1696, et mort à Naples le 2 juin 1738, est un aristocrate ayant servi la couronne espagnole et la cause jacobite.

## Famille
Son père est James FitzJames, 1er duc de Berwick, lui-même fils illégitime du roi Jacques II d'Angleterre et d'Arabella Churchill, laquelle était la sœur du 1er duc de Marlborough. Le 1er duc de Berwick meurt en 1734, lors de la bataille de Philippsburg, au cours de la guerre de Succession de Pologne.
Sa mère est Honora Burke (1675-1698), deuxième fille de William Burke, 7e comte de Clanricarde (mort en 1687). Elle était veuve du jacobite irlandais Patrick Sarsfield, 1er comte de Lucan, qui, comme le 1er duc de Berwick, faisait partie des anciens combattants de l'armée irlandaise du roi Jacques II, et des exilés du vol des Oies sauvages.
Il n'a que 18 mois lorsque sa mère s'éteint, à Pézenas en Languedoc, le 16 janvier 1698. Son père se remarie quelques années plus tard, donnant au 2e duc de Berwick 12 jeunes demi-frères et demi-sœurs, à l'origine de la lignée française des ducs de Fitz-James (un titre éteint en 1967).
Héritier de nombreux titres, il est 2e duc de Berwick, 2e comte de Tinmouth et 2e baron Bosworth (titres anglais dont le titre ducal est reconnu en Espagne), 2e duc de Liria et Jérica et titulaire de plusieurs comtés, grand d'Espagne de 1re classe dès 1716, et fait chevalier de l'ordre de la Toison d'or le 29 septembre 1714 et chevalier de la Jarretière par son cousin le prétendant James Stuart le 3 avril 1727.

## Mariage et descendance
Le 31 décembre 1716, le duc de Berwick devient le second mari de la douairière Catalina Ventura Colón de Portugal y Ayala-Toledo, 9e duchesse de Veragua et de la Vega (14 juillet 1690 – 3 octobre 1739). Catalina Ventura est la fille de Pedro Manuel Côlon de Portugal y de la Cueva, (25 décembre 1651 - 9 septembre 1710). Cela fait du 2e duc de Berwick le duc consort de Veragua et de la Vega.
Ils auront 6 enfants, dont 4 parviennent à l'âge adulte:
- Jacobo Fitz-James Stuart (28 décembre 1718 - 30 septembre 1785), qui, le 26 juillet 1738 épouse Maria Teresa De Silva y Haro.
- Pedro de Alcántara Fitz-James Stuart, (1720-1791), capitaine-général de la marine espagnole, marié à Maria Benita de Rozas y Drummond, sans descendance.
- Ventura Fitz-James Stuart (1724 - ?), marié María Josefa Gagigal y Monserrat, dont est issu un fils.
- Maria Guadalupe Fitz-James Stuart (1725-1750), épouse de Francesco Maria Pico, duc di Mirandola, sans descendance.

## Carrière
Suivant la carrière des armes, James Fitz-James Stuart combat en tant que colonel des régiments irlandais d'Espagne et que lieutenant-général des armées royales espagnoles.
Distingué par la reine d'Espagne Élisabeth Farnèse, il prend part à plusieurs batailles sur terre et sur mer de 1717 à 1719. Il contribue par sa valeur à rendre à la couronne espagnole les royaumes de Naples et de Sicile (reconquis face à l'Autriche et à la Savoie), et à réunifier ces couronnes sur la tête d'un membre de la maison de Bourbon d'Espagne, Charles de Bourbon.
Il sera promu maréchal de camp en février 1724.
Le duc de Berwick est par la suite envoyé auprès de l'empereur Pierre II comme ambassadeur d'Espagne en Russie (décembre 1726 à 1730). Parti aux côtés du diplomate Richard Wall (1694-1777), plus tard ministre dans le gouvernement espagnol, le duc est fait, au cours de son séjour en Russie, chevalier de l'ordre de Saint-André (28 mars 1728), et de l'ordre de Saint-Alexandre-Nevsky.
De 1730 à 1733 il est envoyé comme ambassadeur à Vienne, puis de 1733 à sa mort en 1738 comme ambassadeur auprès du royaume de Naples.